# Cromgar toridum
Cromgar toridum är en insektsart som beskrevs av Medler 2000. Cromgar toridum ingår i släktet Cromgar och familjen Flatidae. Inga underarter finns listade i Catalogue of Life.